# عصفور الأرز كبير المنقار
عصفور الأرز كبير المنقار (الاسم العلمي: Oryzoborus crassirostris)، هو نوع من الطيور يتبع جنس عصفور الأرز ضمن فصيلة التناجر ضمن رتبة العصفوريات.